# Bande master
La bande master, ou bande maîtresse au Canada francophone (master tape en anglais), est l'enregistrement original de performances audio. Le terme couvre l'enregistrement ainsi que le mixage post-enregistrement et l’édition de production : les masters sont les enregistrements protégés par le droit d'auteur qui sont utilisés pour la duplication analogique et numérique. Le terme master se réfère uniquement à l'interprétation enregistrée d'une chanson ; il ne couvre pas la composition du morceau enregistré, qui est un droit d'auteur distinct appartenant à l'auteur de la chanson, à moins que la propriété du droit d'auteur ne soit transférée ou vendue à une entité distincte.